# Baslieux-sous-Châtillon
Baslieux-sous-Châtillon is een gemeente in het Franse departement Marne (regio Grand Est) en telt 173 inwoners (1999). De plaats maakt deel uit van het arrondissement Epernay.

## Geografie
De oppervlakte van Baslieux-sous-Châtillon bedraagt 5,9 km², de bevolkingsdichtheid is 29,3 inwoners per km².
De onderstaande kaart toont de ligging van Baslieux-sous-Châtillon met de belangrijkste infrastructuur en aangrenzende gemeenten.

## Demografie
Onderstaande figuur toont het verloop van het inwonertal (bron: INSEE-tellingen).